# 6673 Деґа
6673 Деґа (6673 Degas) — астероїд головного поясу, відкритий 25 березня 1971 року.
Тіссеранів параметр щодо Юпітера — 3,474.